# Зоря галицкая
«Зоря галицкая» — газета, печатный орган Головной руськой рады. Издавалась с 1851 года на язычии. Орфография названия несколько раз менялась: «Зорѧ галицка» (1848), «Зоря галицка» (1848—1851, 1855—1857), «Зоря галицкая» (1852—1854). В украинской историографии считается первой украинской газетой.

## История

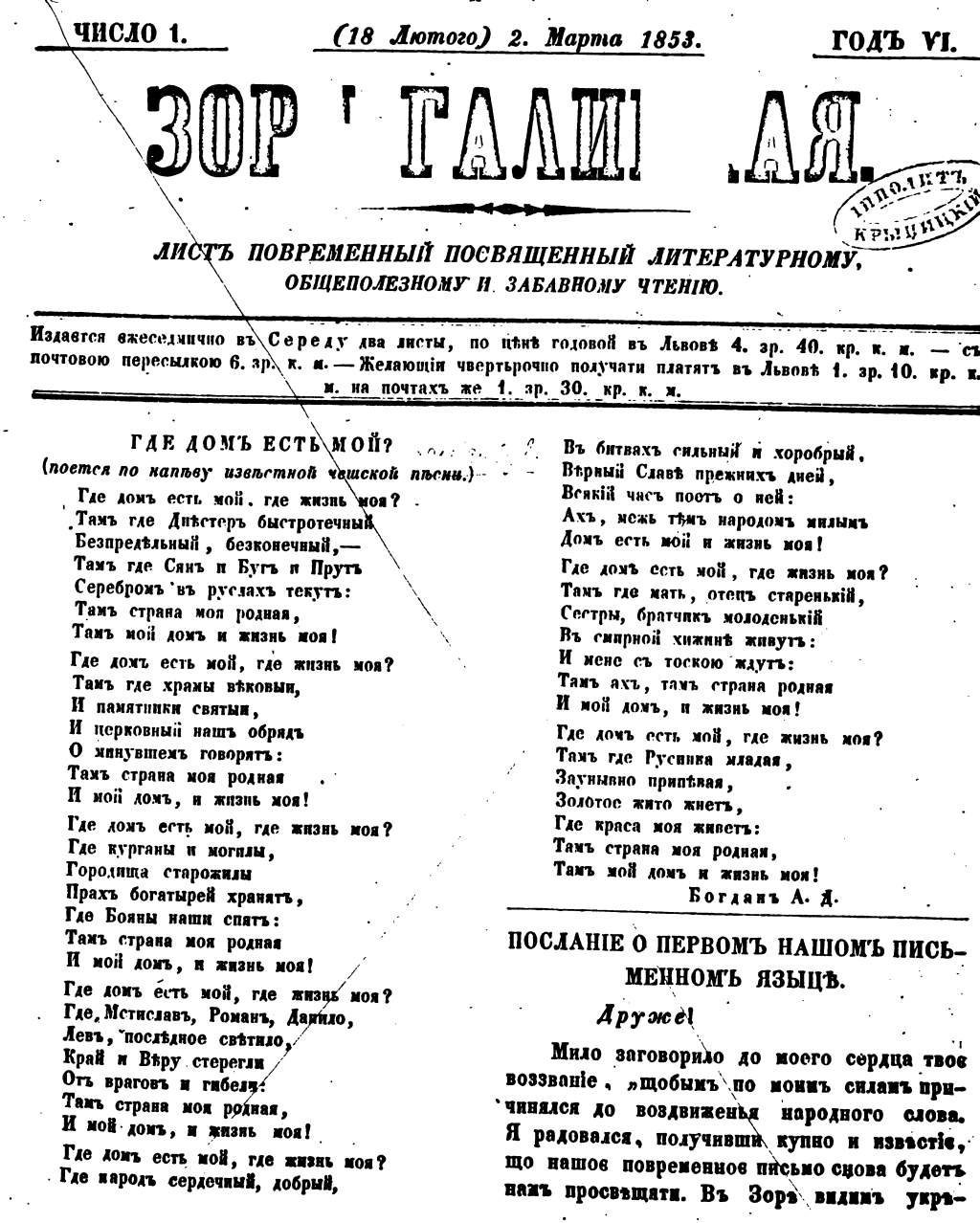
Зоря галицкая в 1853

Газета «Зоря галицкая» выходила во Львове с 15 мая 1848 года под редакцией Антония Павенцкого. С мая 1848 года газета выходила еженедельно, в период с 1849 по 1852 год — дважды в неделю, затем (став журналом) снова еженедельно.
Изначально газета печаталась языком, близким к народному. В 1850-54 годах газета финансировалась Ставропигийским институтом и в результате смены редакции стала рупором русофилов, призывающих к единству с русской культурой и признанию русского языка в качестве литературного.
В 1853 году «Зоря галицкая» стала журналом (последний номер газеты, 90-й, вышел 15 ноября 1852 года). Издание поддерживалось Греко-католическим духовенством, в 1853—1854 годах при нём публиковалось религиозное приложение «Поучения церковные». В «Зоре галицкой» печатались М. Шашкевич, Н. Устианович, А. Духнович, Лев Трещакивский, Григорий Савчинский, Михаил Малиновский и другие авторы.
В 1857 году выпуск издания прекратился из-за финансовых трудностей.

## Редакторы
- 1848—1850 — А. Павенецкий
- 1850 — М. Коссак
- 1850—1853 — И. Гушалевич
- 1853—1852 — Б. Дедицкий
- 1854 — С. Шехович
- 1855—1856 — П. Костецкий
- 1857 — М. Савчинский